# Венґжиново (Серпецький повіт)
Венґжиново (пол. Węgrzynowo) — село в Польщі, у гміні Ґоздово Серпецького повіту Мазовецького воєводства.
Населення — 109 осіб (2011).
У 1975-1998 роках село належало до Плоцького воєводства.

## Демографія
Демографічна структура станом на 31 березня 2011 року:
|          | Загалом | Допрацездатний вік | Працездатний вік | Постпрацездатний вік |
| -------- | ------- | ------------------ | ---------------- | -------------------- |
| Чоловіки | 58      | 14                 | 38               | 6                    |
| Жінки    | 51      | 10                 | 32               | 9                    |
| Разом    | 109     | 24                 | 70               | 15                   |